# John Leslie (apresentador de televisão)
John Leslie, nascido John Leslie Scott (Edinburgh, 22 de fevereiro de 1965) é um ex-apresentador de televisão escocês. Teve destaque quando apresentou Blue Peter da BBC One e This Morning da ITV, bem como o gameshow da ITV Wheel of Fortune. Curiosamente foi o mais alto apresentador de Blue Peter, com 1,93 m.